# Härnösands, Umeå, Skellefteå, Piteå, Luleå och Haparanda valkrets
Härnösands, Umeå, Skellefteå, Piteå, Luleå och Haparanda valkrets var i valet till andra kammaren 1875 en egen valkrets med ett mandat. Valkretsen, som utgjordes av städerna Härnösands stad, Umeå stad, Skellefteå stad, Piteå stad, Luleå stad och Haparanda stad men inte den omgivande landsbygden, avskaffades inför valet 1878 då Härnösand överfördes till Härnösands och Östersunds valkrets medan övriga städer bildade Luleå, Umeå, Piteå, Haparanda och Skellefteå valkrets.

## Riksdagsman
- Curry Treffenberg (1876–1878)